# Bill Barron (Jazzmusiker)
Bill Barron (* 27. März 1927 in Philadelphia; † 21. September 1989 in Middletown, Connecticut)  war ein US-amerikanischer Jazzmusiker (Tenorsaxophonist, Komponist) und Hochschullehrer.
Barron lernte mit neun Jahren von seiner Mutter Klavier und wechselte mit dreizehn Jahren zum Saxophon. Außerdem studierte er an seiner High School Musiktheorie. 1944 ging er mit den „Carolina Cotton Pickers“ (bei denen auch John Coltrane einmal spielte) auf Tour. Nach dem Wehrdienst (bei einer Militärband) studierte er an der Ornstein School of Music in Philadelphia, spielte aber schon als Student im Quartett von Red Garland und mit Philly Joe Jones. 1958 zog er nach New York, wo er mit Charles Mingus (im „Birdland“ 1960 und auf Pre-Bird), Cecil Taylor (mit ihm hatte er seine erste Aufnahme 1959 „Love for Sale“ bei Blue Note), Donald Byrd, Ted Curson und Philly Joe Jones spielte. Er nahm auch mehrere Alben unter eigenem Namen auf, beginnend mit „Nebulae“ und „Modern Windows Suite“ 1961 bei Savoy. 1964 ging er mit Ted Curson auf Tour in Europa, wo sie u. a. auf dem Festival von Lugano spielten. 1965 war er nochmals in Europa (Belgien, Skandinavien), wo er auch für dänische und skandinavische Radio Bigbands komponierte. In New York leitete er eigene Gruppen und spielte in den 1960ern u. a. mit Grachan Moncur, Randy Weston und Cecil Taylor. 1966 ging er zurück an die „Ornstein Music School“ in Philadelphia, um seinen Abschluss zu machen. 1972 ging er an die University of Massachusetts in Amherst, wo er in Musikpädagogik promovierte. Danach wurde er Professor und Leiter der Jazz-Studien an der Wesleyan University in Connecticut; diese Position bekleidete er bis zu seinem Tod.
Er ist der Bruder von Kenny Barron. Bill Barron ist das älteste von fünf Geschwistern.